# Leudersdorf
Leudersdorf ist ein Ortsteil der Ortsgemeinde Üxheim in der Verbandsgemeinde Gerolstein im rheinland-pfälzischen Landkreis Vulkaneifel. Bis zum 1. Januar 1968 war Leudersdorf (mit Flesten und Nollendorf) eine selbstständige Gemeinde.

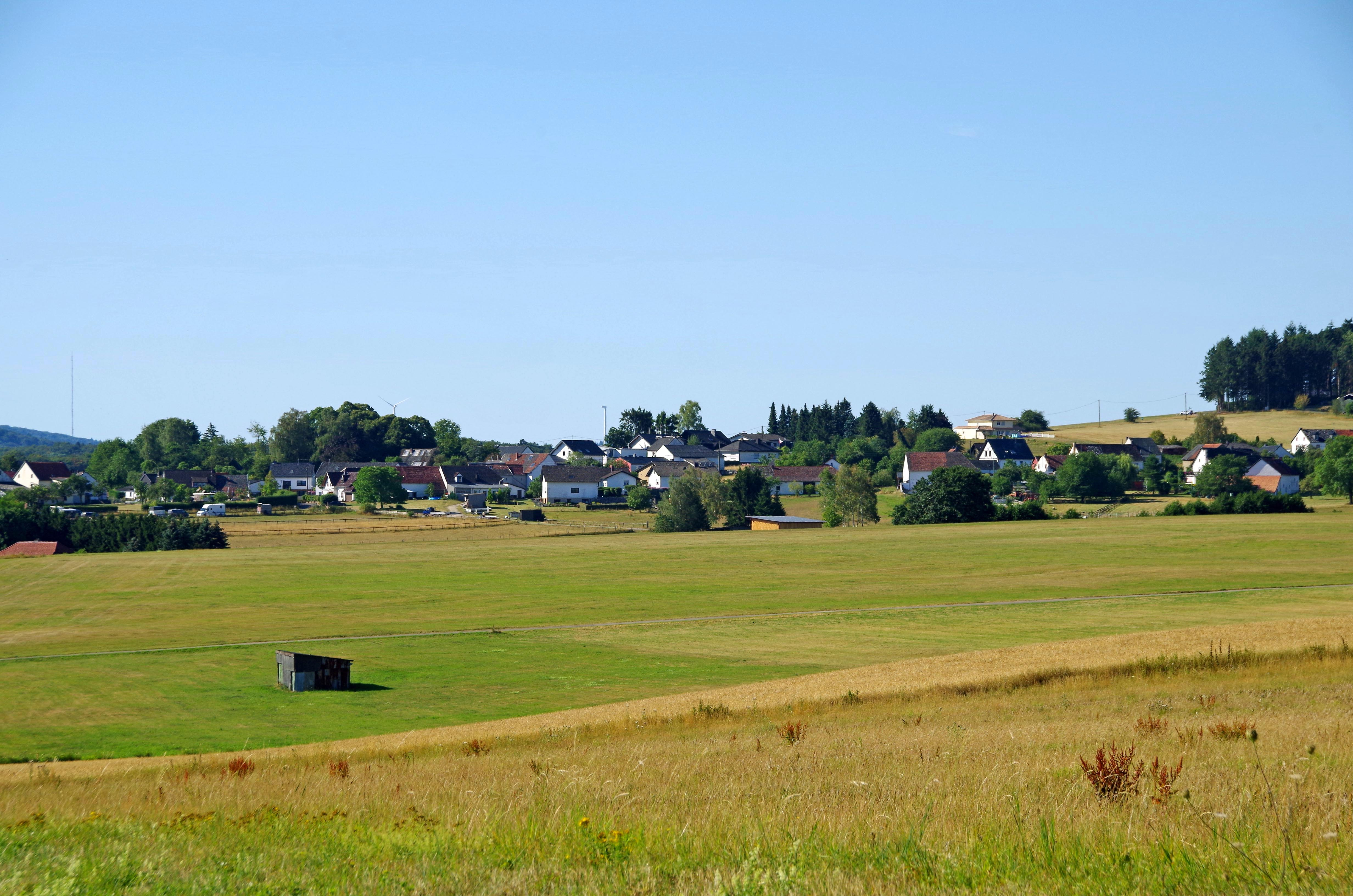
Leudersdorf von Osten

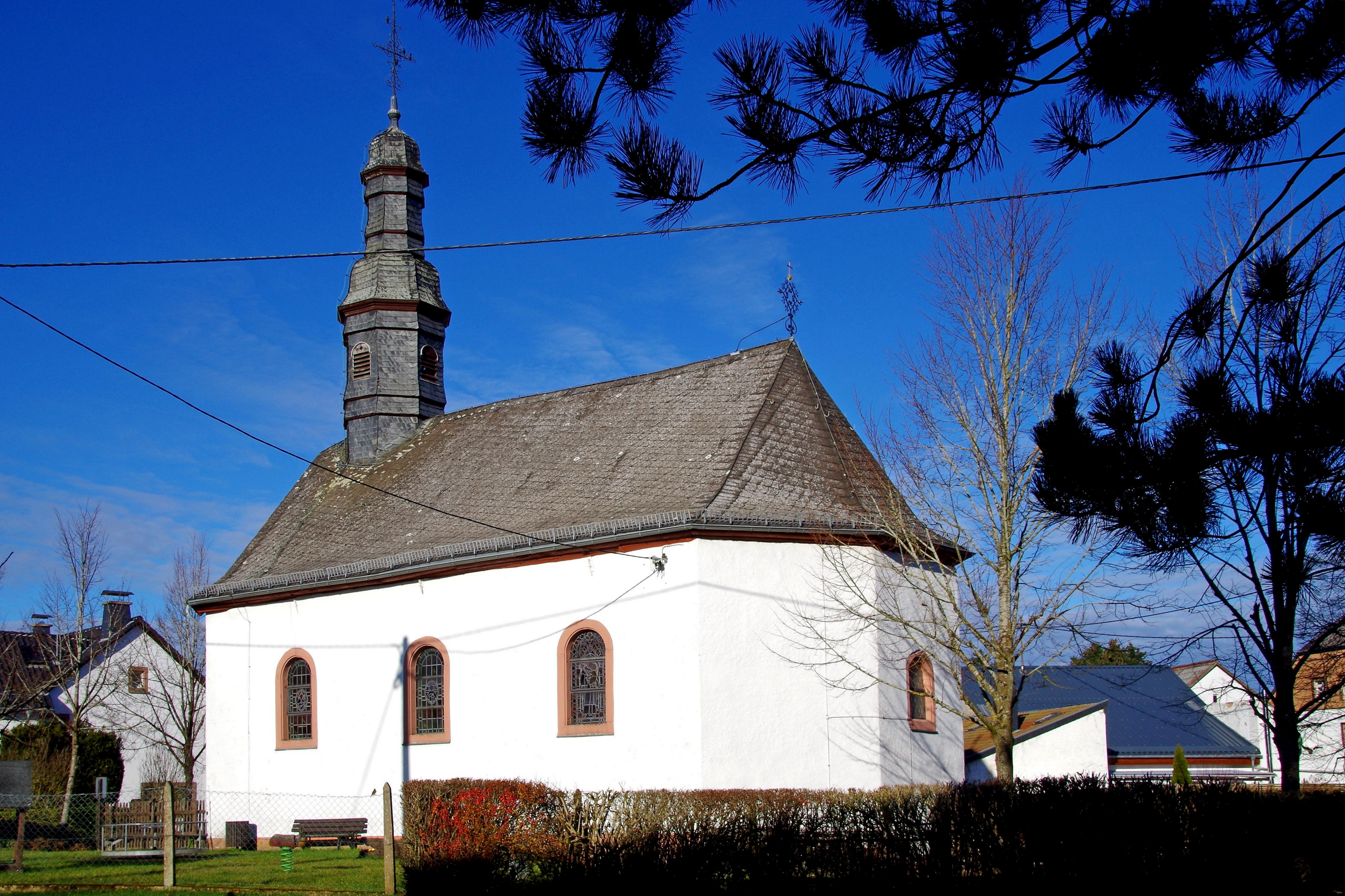
Kapelle St. Katharina (1734) von Südosten

Der Ort mit rund 470 Einwohnern (Stand: 31. Dezember 2021) liegt 1 km westlich von Üxheim in der Eifel. Die Landesgrenze zu Nordrhein-Westfalen verläuft in 1 km Entfernung nordwestlich. Bei Leudersdorf handelt es sich um eine Wohngemeinde mit etwas Landwirtschaft und 18 Handwerksbetrieben. An Vereinen sind vorhanden ein Theaterverein, ein Musikverein, ein Landfrauenverein, ein Gesangverein und die Freiwillige Feuerwehr.

## Geschichte
Erstmals erwähnt wurde der Ort im Jahr 855. Die Eingemeindung nach Üxheim erfolgte 1968. 
Leudersdorf gehörte bis Ende des 18. Jahrhunderts zur reichsunmittelbaren Herrschaft Kerpen, die im Besitz der Herzöge von Arenberg war.

## Politik
Der Ortsteil Leudersdorf ist gemäß Hauptsatzung einer von vier Ortsbezirken der Ortsgemeinde Üxheim. Er wird politisch von einem Ortsbeirat sowie einem Ortsvorsteher vertreten.
Der Ortsbeirat von Leudersdorf besteht aus fünf Mitgliedern, die bei der Kommunalwahl am 9. Juni 2024 in einer Mehrheitswahl gewählt wurden, und dem ehrenamtlichen Ortsvorsteher als Vorsitzendem.
Herbert Carl ist Ortsvorsteher von Leudersdorf. Bei der Direktwahl am 26. Mai 2019 wurde er mit einem Stimmenanteil von 85,44 % in seinem Amt bestätigt. Bei der Direktwahl am 9. Juni 2024 setzte er sich mit 73,6 % gegen einen Mitbewerber durch.

## Freiwillige Feuerwehr Leudersdorf (FFL)
Zwischen 1890 und 1891 wurde die FFL gegründet, die das notwendige Löschwasser entweder dem Brunnen oder dem 1905 zugeschütteten Löschwasserteich (d´r Weier) entnahm. Unterstützt durch die Rheinische Provinzial Feuerversicherungsanstalt, wurde anlässlich eines Brandes 1893 eine fahrbare Handspritze angeschafft. Bis 1933 gab es vier Brandmeister und bis 1953 einen weiteren Brandmeister. In den 1950er Jahren  erfolgte die Anschaffung  eines TSA und 1968 eines TSF. Im Jahr 2023 bekam die Feuerwehr Leudersdorf ein neues TSF-W.

## Persönlichkeiten
- Ulrich Henn (1925–2014), Bildhauer sakraler Kunst, lebte ab 1962 in Leudersdorf
- Walter Reinarz (* 1957), jetzt in Köln lebender Kommunalpolitiker und Manager, wurde in Leudersdorf geboren
- Detlef Reuter (* 1958), Bildhauer, Zeichner und Medienkünstler, lebt und arbeitet seit 1999 in Leudersdorf
- Ralf Kramp (*  1963), Autor, Karikaturist und Verleger, lebt in Flesten
- Kim Reuter (* 1971), Malerin, lebt und arbeitet seit 1999 in Leudersdorf